# Reino de Zaachila
```
   |-
       |
Erro:
:  
valor não especificado para "
nome_comum
"

   |-
       | 
Erro:
:  
valor não especificado para "
continente
"
```

O reino de Za'achila foi um estado zapoteco, do período Monte Albán V, fundado no século XIII ou XIV.
A última dinastia dirigente começou a governar no final do século XIV. O primeiro governante teria morrido em 1415, depois governaram Za'achila II (1422-1456) e Za'achila III, e mais tarde Cocijoeza (1482-1529), o qual estenderam seu comércio e autoridade ao Istmo de Tehuantepec e fazendo da cidade de Tehuantepec a segunda capital. Com esta expansão os huaves ficaram relegados a estreitas faixas costeras e os zapotecos conseguiram acesso às salinas do Istmo que eram um recurso muito valioso para o comércio regional. O filho de Cocijoeza, Cocijopij (1502-1563) converteu-se em governante de Tehuantepec à idade de dezasseis anos e manteve-se até sua morte em 1563, conquanto submetido à hegemonia espanhola desde 1521 e cristianizado em 1527.